# 정봉준
정봉준(鄭鳳俊, ? ~ ?)은 대한제국의 항일의병장이다.

## 생애
의병장으로 충청도·황해도·경기도 일대에서 활약하였다. 1905년 11월 「을사늑약」직후 의병을 일으켜 활동하였다. 1907년 8월 초 충주 노은면에서 일본군과 교전하였고, 같은 달 15일에는 괴사 칠성암에서, 그리고 지평 삼산동에서 일본군 300여 명과 3일간 교전하였다. 특히 충주군 목계에서 일본군 10여 명과 교전하여 2인을 사살하고 말 5필 및 병기를 노획하였다. 9월 충주 과현에서 40∼50여 명의 의병을 이끌고 일본군과 교전하는 등 항일 무장투쟁을 지속하였다. 이후 황해도 토산군 황곡에서 일본군의 습격을 받고 의병진이 흩어지자 패잔병을 수습하여 원주로 돌아왔다. 이곳에서 정낙인의 의진과 합하여 활동하였다. 음력 11월 경기도 양주에서 각도 의병진이 모여 13도창의군을 형성할 때, 100여 명의 의병을 거느리고 참여하여 관북창의대장이 되어 서울진공작전에 참전하였다.

## 사후
- 대한민국 정부는 고인의 공훈을 기리기 위하여 1995년 건국훈장 독립장을 추서하였다.

## 참고자료
- 국가보훈처 독립유공자 공훈록